# Brescia Calcio 2011-2012
Questa voce raccoglie le informazioni riguardanti il Brescia Calcio nelle competizioni ufficiali della stagione 2011-2012.

## Stagione
Il Brescia è retrocesso in serie B, dopo la stagione scorsa trascorsa in serie A, e che ha visto la squadra biancoazzurra concludere al 19° e penultimo posto in classifica.
Nella stagione 2011-2012 le rondinelle si sono trovate costrette a vendere alcuni fra i giocatori migliori per fare cassa e per ovvie ragioni a seguito della retrocessione, fra i quali Alessandro Diamanti e il greco Panagiōtīs Kone al Bologna, il bomber Andrea Caracciolo al Genoa. Torna invece dal prestito all'Ascoli l'attaccante ungherese Róbert Feczesin.
Al termine della stagione la squadra bresciana si classifica all'ottavo posto con 57 punti, distante 10 punti dalla zona Play-off. In Coppa Italia supera il secondo turno, vincendo contro L'Aquila (5-0), quindi esce dal torneo nel turno successivo, perdendo alle falde dell'Etna col Catania (2-1). Il miglior realizzatore stagionale delle rondinelle è stato il brasiliano Jonathas arrivato a Brescia dagli olandesi dell'AZ Alkmaar, autore di 18 reti, delle quali 2 in Coppa Italia e 16 in campionato.

## Divise e sponsor
Lo sponsor tecnico per la stagione 2011-2012 è Mass, mentre lo sponsor ufficiale è UBI Banco di Brescia.
| Casa | Trasferta | Terza Divisa |

## Organigramma societario
Area direttiva
- Presidente: Luigi Corioni
- Vice Presidente: Luca Saleri
- Direttore Sportivo: Andrea Iaconi
- Relazioni Esterne ed Istituzionali: Ugo Calzoni
- Amministrazione: Antilia Ferrari

Area organizzativa
- Segretario generale: Pierfrancesco Visci
- Team manager: Edoardo Piovani
- Segreteria organizzativa: Francesco Marconi - Fabio Torresani

Area comunicazione
- Ufficio Stampa & Comunicazione: Roberto Rodio
- Staff: Stefano Gelona

Area marketing
- Ufficio marketing: Silvia Corioni

Area sanitaria
- Responsabile sanitario: Fabio De Nard
- Medici sociali: Diego Giuliani - Giampiero Metelli
- Massofisioterapisti: Fausto Balduzzi, Paolo Ringhini, Enzo Verzeletti

Area tecnica
- Allenatore: Giuseppe Scienza (1ª-19ª), Alessandro Calori (20ª-42ª)
- Allenatore in seconda: Alberto Maresi
- Consulente tecnico: Luigi Maifredi
- Preparatore atletico: Diego Gemignani
- Preparatore dei portieri: Giacomo Violini
- Allenatore primavera: Giampaolo Saurini
- Allenatore in seconda primavera: Egidio Salvi
- Preparatore atletico primavera: Tommaso Chiriatti
- Allenatore portieri primavera: Mauro Bacchin

## Rosa
| N. |                     | Ruolo | Calciatore                |
| -- | ------------------- | ----- | ------------------------- |
| 1  | Italia (bandiera)   | P     | Michele Arcari            |
| 2  | Italia (bandiera)   | D     | Davide Zoboli             |
| 3  | Svizzera (bandiera) | D     | Fabio Daprelà             |
| 4  | Italia (bandiera)   | C     | Marco Martina Rini        |
| 5  | Italia (bandiera)   | C     | Alessandro Budel          |
| 7  | Belgio (bandiera)   | C     | Omar El Kaddouri          |
| 8  | Ungheria (bandiera) | C     | Ádám Vass                 |
| 9  | Italia (bandiera)   | A     | Federico Piovaccari       |
| 11 | Ungheria (bandiera) | A     | Róbert Feczesin           |
| 12 | Italia (bandiera)   | P     | Nicola Leali              |
| 14 | Polonia (bandiera)  | C     | Bartosz Salamon           |
| 15 | Italia (bandiera)   | D     | Marco Zambelli (capitano) |
| 16 | Italia (bandiera)   | A     | Salvatore Foti            |
| 17 | Italia (bandiera)   | C     | Luigi Alberto Scaglia     |
| 19 | Italia (bandiera)   | D     | Luca Caldirola            |

| N. |                       | Ruolo | Calciatore        |
| -- | --------------------- | ----- | ----------------- |
| 21 | Francia (bandiera)    | D     | Sebastian De Maio |
| 22 | Italia (bandiera)     | C     | Matteo Mandorlini |
| 23 | Italia (bandiera)     | D     | Simone Dallamano  |
| 24 | Cile (bandiera)       | C     | Nicolás Córdova   |
| 25 | Costa Rica (bandiera) | D     | Gilberto Martínez |
| 27 | Italia (bandiera)     | C     | Fausto Rossi      |
| 27 | Spagna (bandiera)     | A     | Rubén Ramos       |
| 28 | Italia (bandiera)     | P     | Alessio Cragno    |
| 30 | Italia (bandiera)     | A     | Denis Maccan      |
| 31 | Italia (bandiera)     | A     | Andrea Magrassi   |
| 32 | Italia (bandiera)     | D     | Pietro Accardi    |
| 39 | Ungheria (bandiera)   | A     | Roland Varga      |
| 40 | Italia (bandiera)     | P     | Andrea Caroppo    |
| 80 | Brasile (bandiera)    | A     | Jonathas          |

## Risultati

### Serie B

#### Girone di andata
| Arbitro: | Nasca (Bari) |

|                          |           |  |
| Feczesin 9’ Jonathas 57’ | Marcatori |  |

| Arbitro: | Velotto (Grosseto) |

|                 |           |             |
| L. Castaldo 40’ | Marcatori | 45’ Ignacio |

| Arbitro: | Baratta (Salerno) |

|                                  |           |            |
| Jonathas 19’ (rig.) Feczesin 53’ | Marcatori | 85’ Tavano |

| Arbitro: | Tommasi (Bassano del Grappa) |

|  |           |              |
|  | Marcatori | 81’ Feczesin |

| Torino 19 settembre 2011, ore 20:45 5ª giornata | Torino             | 0 – 0 referto | Brescia | Stadio Olimpico (18 247 spett.)\| Arbitro: \| Baracani (Firenze) \| |
| Arbitro:                                        | Baracani (Firenze) |               |         |                                                                     |

| Arbitro: | Palazzino (Ciampino) |

|                              |           |  |
| Jonathas 30’ El Kaddouri 55’ | Marcatori |  |

| Arbitro: | Pinzani (Empoli) |

|                     |           |              |
| G. Greco 27’ (rig.) | Marcatori | 29’ Feczesin |

| Arbitro: | Cervellera (Taranto) |

|                            |           |                             |
| L. Scaglia 43’ Salamon 88’ | Marcatori | 38’ Cottafava 62’ Bazzoffia |

| Arbitro: | Velotto (Grosseto) |

|                |           |              |
| Cutolo 31’ 71’ | Marcatori | 38’ Jonathas |

| Arbitro: | Nasca (Bari) |

|  |           |                                |
|  | Marcatori | 38’ 45+3’ Immobile 63’ Insigne |

| Arbitro: | Baratta (Salerno) |

|                         |           |  |
| Sforzini 21’ Caridi 59’ | Marcatori |  |

| Arbitro: | Ciampi (Roma) |

|  |           |                                             |
|  | Marcatori | 41’ (rig.) Ceravolo 60’ N. Viola 89’ Ragusa |

| Arbitro: | Ostinelli (Como) |

|               |           |  |
| Pichlmann 88’ | Marcatori |  |

| Brescia 7 novembre 2011, ore 20:45 14ª giornata | Brescia            | 0 – 0 referto | Sampdoria | Stadio Mario Rigamonti (3 000 spett.)\| Arbitro: \| Calvarese (Teramo) \| |
| Arbitro:                                        | Calvarese (Teramo) |               |           |                                                                           |

| Arbitro: | Viti (Campobasso) |

|  |           |                |
|  | Marcatori | 34’ Falconieri |

| Arbitro: | Tommasi (Bassano del Grappa) |

|              |           |                     |
| Marchi 90+4’ | Marcatori | 18’ (rig.) Jonathas |

| Arbitro: | Giacomelli (Trieste) |

|                |           |                                              |
| Jonathas 90+1’ | Marcatori | 13’ (rig.) Cocco 43’ (aut.) Magli 67’ Foglio |

| Arbitro: | Merchiori (Ferrara) |

|                              |           |                          |
| De Luca 51’ Neto Pereira 67’ | Marcatori | 27’ Jonathas 30’ Ignacio |

| Arbitro: | Giancola (Vasto) |

|                       |           |                              |
| Jonathas 45+3’ (rig.) | Marcatori | 26’ Bellomo 74’ 90+3’ Stoian |

| Arbitro: | Tozzi (Ostia Lido) |

|  |           |                          |
|  | Marcatori | 28’ Zambelli 30’ Ignacio |

| Arbitro: | Di Paolo (Avezzano) |

|                                       |           |  |
| El Kaddouri 14’ Vass 64’ Feczesin 74’ | Marcatori |  |

#### Girone di ritorno
| Arbitro: | Viti (Campobasso) |

|  |           |                 |
|  | Marcatori | 48’ El Kaddouri |

| Arbitro: | Gavillucci (Latina) |

|                              |           |  |
| El Kaddouri 23’ Jonathas 72’ | Marcatori |  |

| Arbitro: | Massa (Imperia) |

|  |           |                                 |
|  | Marcatori | 51’ Jonathas 61’ (aut.) Ficagna |

| Brescia 31 gennaio 2012, ore 20:45 25ª giornata | Brescia             | 0 – 0 referto | Juve Stabia | Stadio Mario Rigamonti (1 500 spett.)\| Arbitro: \| Di Bello (Brindisi) \| |
| Arbitro:                                        | Di Bello (Brindisi) |               |             |                                                                            |

| Arbitro: | Ciampi (Roma) |

|                    |           |  |
| Darmian 66’ (aut.) | Marcatori |  |

| Arbitro: | Viti (Campobasso) |

|  |           |                  |
|  | Marcatori | 9’, 84’ Jonathas |

| Brescia 18 febbraio 2012, ore 15:00 28ª giornata | Brescia            | 0 – 0 referto | Modena | Stadio Mario Rigamonti (4 100 spett.)\| Arbitro: \| Velotto (Grosseto) \| |
| Arbitro:                                         | Velotto (Grosseto) |               |        |                                                                           |

| Arbitro: | Di Paolo (Avezzano) |

|  |           |                              |
|  | Marcatori | 25’ Jonathas 65’ El Kaddouri |

| Arbitro: | Candussio (Cervignano del Friuli) |

|                |           |                                     |
| El Kaddouri 2’ | Marcatori | 7’ (aut.) Martina Rini 14’ Trevisan |

| Arbitro: | Massa (Imperia) |

|              |           |               |
| Immobile 21’ | Marcatori | 3’ Piovaccari |

| Arbitro: | Viti (Campobasso) |

|                   |           |             |
| F. Rossi 39’, 58’ | Marcatori | 37’ Mancino |

| Arbitro: | Giacomelli (Trieste) |

|               |           |              |
| Bonazzoli 90’ | Marcatori | 28’ Jonathas |

| Arbitro: | Giancola (Vasto) |

|                           |           |                |
| Daprelà 37’ Córdova 90+1’ | Marcatori | 39’ Berrettoni |

| Arbitro: | Ostinelli (Como) |

|                      |           |  |
| Pozzi 11’ Foggia 71’ | Marcatori |  |

| Arbitro: | Velotto (Grosseto) |

|                                       |           |              |
| Soncin 41’ Parfait 59’ Papa Waigo 68’ | Marcatori | 38’ Jonathas |

| Arbitro: | Tommasi (Bassano del Grappa) |

|                |           |                             |
| Piovaccari 90’ | Marcatori | 51’ Sansone 79’ Troianiello |

| Arbitro: | Calvarese (Teramo) |

|  |           |                           |
|  | Marcatori | 37’ Jonathas 79’ F. Rossi |

| Arbitro: | Nasca (Bari) |

|                 |           |                                 |
| El Kaddouri 11’ | Marcatori | 44’ Zecchin 77’ (rig.) Terlizzi |

| Arbitro: | Viti (Campobasso) |

|                             |           |                            |
| Garofalo 32’ Dos Santos 50’ | Marcatori | 11’ Piovaccari 37’ De Maio |

| Arbitro: | Palazzino (Ciampino) |

|                |           |                                        |
| Piovaccari 36’ | Marcatori | 5’ Belingheri 71’ Paulinho 79’ Bigazzi |

| Arbitro: | Di Paolo (Avezzano) |

|                                                |           |              |
| De Giorgio 56’, 58’ Pettinari 61’ C. Ciano 68’ | Marcatori | 83’ Zambelli |

### Coppa Italia
| Arbitro: | Ostinelli (Como) |

|                                                                |           |  |
| Ruggiero 34’ (aut.) Jonathas 42’ Feczesin 51’, 59’ De Maio 74’ | Marcatori |  |

| Arbitro: | Peruzzo (Schio) |

|                          |           |              |
| Maxi López 38’ Gómez 92’ | Marcatori | 56’ Jonathas |

## Statistiche

### Statistiche di squadra
| Competizione | Punti | In casa | In casa | In casa | In casa | In casa | In casa | In trasferta | In trasferta | In trasferta | In trasferta | In trasferta | In trasferta | Totale | Totale | Totale | Totale | Totale | Totale | DR |
| Competizione | Punti | G       | V       | N       | P       | Gf      | Gs      | G            | V            | N            | P            | Gf           | Gs           | G      | V      | N      | P      | Gf     | Gs     | DR |
| ------------ | ----- | ------- | ------- | ------- | ------- | ------- | ------- | ------------ | ------------ | ------------ | ------------ | ------------ | ------------ | ------ | ------ | ------ | ------ | ------ | ------ | -- |
| Serie B      | 57    | 21      | 8       | 4       | 9       | 24      | 27      | 21           | 7            | 8            | 6            | 24           | 23           | 42     | 15     | 12     | 15     | 48     | 50     | -2 |
| Coppa Italia | -     | 1       | 1       | 0       | 0       | 5       | 0       | 1            | 0            | 0            | 1            | 1            | 2            | 2      | 1      | 0      | 1      | 6      | 2      | +4 |
| Totale       | -     | 22      | 9       | 4       | 9       | 29      | 27      | 22           | 7            | 8            | 7            | 25           | 25           | 44     | 16     | 12     | 16     | 54     | 52     | +2 |